# Isla de Francia
La Isla de Francia (en francés: Île-de-France, pronunciado /il(ə) də ˈfʁɑ̃s(ə)/ (escucharⓘ)), conocida también popularmente como Región parisina (en francés: Région parisienne, pronunciado /ʁeʒjɔ̃ paʁizjɛn(ə)/), es una de las 13 regiones que, junto con los territorios de Ultramar, conforman la República Francesa. Está situada alrededor de su capital, París. Es la región más rica de Europa con un PIB de más de 1 billón de dólares.
Está ubicada al noroeste del país, limitando al norte con Alta Francia, al este con Gran Este, al sureste con Borgoña-Franco Condado, al sur con Centro-Valle del Loira y al oeste con Normandía. Con 12 011 km² es la segunda región menos extensa —por delante de Córcega—, y con 12 140 526 habitantes en enero de 2019 y 987 hab/km² es la más poblada y más densamente poblada, respectivamente. Asimismo es la tercera entidad subnacional más poblada de la Unión Europea después de Renania del Norte-Westfalia y Baviera. Es una de las regiones con mayor renta per cápita del mundo. La reforma territorial de 2014 no afectó a la delimitación de la región, siendo una de las seis regiones metropolitanas que no cambiaron.

## Historia
La Isla de Francia halla sus orígenes en la propiedad real formada desde el siglo X por la dinastía de los Capetos. Sus límites han cambiado desde el fin del Antiguo Régimen. Dicha provincia se extendía más hacia el norte y noreste incluyendo los actuales departamentos de Oise y Aisne, y era menos vasta en dirección este ya que no incluía la región de la Brie. Sus límites se conservan prácticamente intactos hacia el sur y el oeste. Formaba la zona de interés económico de las corporaciones comerciales de París, las cuales contribuyeron a fijar sus fronteras.
Con la creación, durante la Revolución francesa, de los departamentos franceses en 1790, fue dividida en tres departamentos: Sena (Seine), Sena y Oise (Seine-et-Oise) y Sena y Marne (Seine-et-Marne).
En 1959, con el propósito de descentralizar el núcleo parisino, el gobierno creó el «Distrito de la Región de París» (District de la Région de Paris), presidido por un delegado general, Paul Delouvrier que, a partir de 1964, emprendió una importante labor de descentralización administrativa. En 1965, hizo pasar el número de departamentos parisinos de tres a ocho. El de Seine-et-Marne, que ocupa casi la mitad de la superficie regional, permaneció intacto. París pasó a ser un departamento rodeado por los nuevos departamentos dispuestos en dos cinturones concéntricos: un primero conocido como petite couronne (pequeña corona) compuesto por Altos del Sena, Sena-San Denis y Valle del Marne, y un segundo llamado grande couronne (gran corona) compuesto por Valle del Oise, Yvelines, Essonne y Sena y Marne.
Ese mismo año, el equipo de Paul Delouvrier lanzó un ambicioso plan de desarrollo y urbanismo que modificó en profundidad la configuración de la región. Se realizaron amplios programas de urbanización en ciudades de la Petite couronne como Nanterre, Bobigny y Créteil, y se crearon ciudades nuevas en la Grande couronne como Évry, Marne-la-Vallée, Cergy-Pontoise o Saint-Quentin-en-Yvelines. Se empezó a implantar el Réseau Express Régional (RER), una extensa red de trenes de cercanías conectada con la red de metro suburbano de París.
En el marco de la descentralización política y de la creación de las nuevas regiones francesas que se operaron a partir de 1972 y culminaron en 1982, el «Distrito de la región de París» se convirtió en la «Región de Isla-de-Francia» en 1976.

## Geografía
La geografía de Isla de Francia está marcada, en el aspecto físico, por su situación en el centro de una cuenca sedimentaria, la Cuenca de París, de relieve relativamente llano, irrigado por un río navegable, el Sena, cuyos principales afluentes convergen precisamente en esta región, por un clima templado y con suelos agrícolas muy fértiles, y en el aspecto económico, por la presencia en su centro de París, capital y principal aglomeración urbana de Francia. Con una superficie de 12 072 km², Isla de Francia es una de las regiones francesas más pequeñas, (la más pequeña de la Francia metropolitana después de Córcega), pero de lejos la más importante por su población (11 millones de habitantes, aproximadamente un 18 % de la población francesa) y por su PIB (aproximadamente un 30 % del PIB de Francia). Concentra los poderes económico, administrativo y político de un país muy centralizado, y está en el centro de una red de comunicación que se ramifica en estrella con centro en París.

### Relieve
El punto más alto alcanza 216,5
 m, en Neuilly-en-Vexin (Valle del Oise), y el más bajo, 11 m en Port-Villez (Yvelines). La altitud media es de 33 m.

### Clima

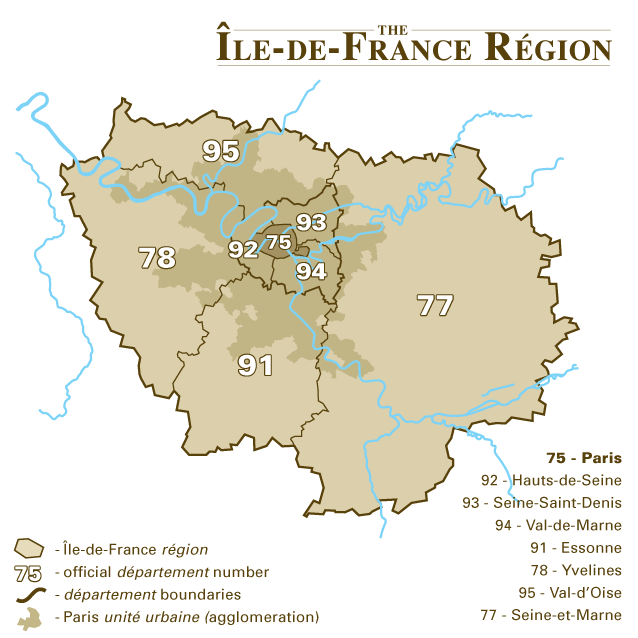
Mapa de la región Isla de Francia.

La región Isla de Francia se beneficia de un clima oceánico templado (Cfb), moderado por influencias oceánicas. La temperatura media está en torno a los 11 °C y la precipitación media es de 600 mm. En toda la región hay un clima semi-oceánico.

### Usos del suelo
A pesar de su fuerte urbanización, Isla de Francia es mayoritariamente rural: de sus 12 070 km², el 45 % están dedicados a la agricultura (una de las más productivas de Francia) y el 23 % son bosques. Entre los bosques más importantes de la región, se pueden citar los de Fontainebleau, Montmorency, Saint-Germain-en-Laye y Sénart. Sin embargo, la progresión de la urbanización continúa, año tras año, ganándole terreno a la superficie agrícola, que ha perdido 1000 km² en los cincuenta últimos años a causa del avance urbano y al desarrollo de infraestructuras.

## Economía
La economía de Isla de Francia se caracteriza por su lugar preponderante en la economía nacional y por la importancia del sector terciario. Representa el 31.1 % del PIB del país (2015), correspondiendo más de un 80 % al sector servicios. Aunque la región haya sufrido una fuerte desindustrialización, sigue siendo la primera región industrial francesa. La agricultura, que, como ya hemos dicho, ocupa el 45 % del territorio regional, del cual dos tercios están dedicados a los cereales, es una de las más productivas de Francia. Isla de Francia es también un destino turístico de primer nivel.
La tasa de pobreza en Île-de-France era del 15,9 % en 2015, frente al 12,3 % en 2006. La región también es cada vez más desigual. Los precios de la vivienda han empujado a los más modestos fuera de París.
La Región de París es uno de los principales motores de la economía mundial. En 2021, el PIB de la Región de París ascendía a 764.800 millones de euros, es decir, 62.105 euros per cápita. Esto convierte a la región parisina en la mayor de Europa en términos de PIB. Aunque por su población solo es la vigésima metrópoli del mundo, el PIB de Île-de-France es el quinto más alto de las grandes ciudades del mundo, después del área metropolitana de Tokio, el Gran Nueva York, Los Ángeles y Osaka.
La economía regional se ha desplazado gradualmente hacia industrias de servicios de alto valor agregado (finanzas, servicios de TI, etc.) y manufactura de alta tecnología (electrónica, óptica, aeroespacial, etc.). En 2014, la industria representó poco menos del 5 por ciento de las empresas de la región y el 10,2 por ciento de los trabajadores asalariados. El comercio y los servicios concentran el 84 por ciento de los establecimientos comerciales de la región y cuentan con el 83,3 por ciento de los asalariados.
Los servicios financieros y los seguros son sectores importantes de la economía regional; los principales bancos y compañías de seguros franceses, incluidos BNP Paribas, Société Générale y Crédit Agricole, tienen su sede en la región. La región también alberga la sede de las principales empresas de telecomunicaciones y servicios públicos franceses, incluidas Orange S.A., Veolia y EDF. La bolsa de valores francesa, la Bourse de Paris, ahora conocida como Euronext Paris, ocupa un edificio histórico en el centro de París y ocupa el cuarto lugar entre las bolsas de valores mundiales, después de Nueva York, Tokio y Londres.
Otros sectores importantes de la economía regional incluyen empresas de energía (Orano, Engie, Électricité de France y Total S.A.). Los dos principales fabricantes de automóviles franceses, Renault en Flins-sur-Seine y Groupe PSA en Poissy, realizan gran parte de su trabajo de ensamblaje fuera de Francia, pero aún tienen centros de investigación y grandes plantas en la región. Las principales empresas aeroespaciales y de defensa francesas y europeas, incluidas Airbus, Thales Group, Dassault Aviation, Safran Aircraft Engines, la Agencia Espacial Europea, Alcatel-Lucent y Arianespace, tienen una gran presencia en la región.
El sector energético también está bien establecido en la región. La industria de la energía nuclear, con su importante empresa Orano, tiene su sede en Île-de-France, al igual que la principal empresa petrolera francesa Total SA, la principal empresa francesa en Fortune Global 500 y la principal empresa eléctrica, Électricité de France. La empresa energética Engie también tiene sus oficinas principales en la región en La Défense.

## Cultura

### Arquitectura
Isla de Francia es la cuna de la arquitectura gótica cuyas obras más destacadas son la catedral de Notre Dame de París, la Basílica de Saint-Denis y la Sainte Chapelle.

### Deporte
El Paris Saint-Germain es un club de fútbol fundado en 1970. Juega en la primera división profesional desde 1974, y se convirtió en uno de los más exitosos del país. El otro equipo de fútbol profesional de la región es el US Créteil-Lusitanos, que jugó en la segunda división por primera vez en 1988.
La región cuenta además con dos equipos profesionales de rugby (Stade Français Paris y Racing Métro 92), dos de baloncesto (Paris-Levallois y JSF Nanterre) y tres de balonmano (Paris Saint-Germain, Ivry y Tremblay).
El Torneo de Roland Garros es uno de los cuatro eventos de tenis de Grand Slam. El Masters de París es un torneo ATP Masters 1000 que también atrae a los principales jugadores del mundo.

## Mapa y demografía
|                                  |                      |           |           |            |                               |
|                                  | Departamentos        | Población | Área      | Densidad   | Crecim. demográfico 1990-1999 |
|                                  | París (75)           | 2.142.800 | 105 km²   | 20.330/km² | -1,26%                        |
| Pequeña Corona (Petite Couronne) | Altos del Sena (92)  | 1.428.881 | 176 km²   | 8.119/km²  | +2,67%                        |
| Pequeña Corona (Petite Couronne) | Sena-San Denis (93)  | 1.382.861 | 236 km²   | 5.860/km²  | +0,12%                        |
| Pequeña Corona (Petite Couronne) | Valle del Marne (94) | 1.227.250 | 245 km²   | 5.009/km²  | +0,96%                        |
| Gran Corona (Grande Couronne)    | Valle del Oise (95)  | 1.105.464 | 1.246 km² | 887/km²    | +5,32%                        |
| Gran Corona (Grande Couronne)    | Essonne (91)         | 1.134.238 | 1.804 km² | 629/km²    | +4,56%                        |
| Gran Corona (Grande Couronne)    | Yvelines (78)        | 1.354.304 | 2.284 km² | 593/km²    | +3,61%                        |
| Gran Corona (Grande Couronne)    | Sena y Marne (77)    | 1.193.767 | 5.915 km² | 202/km²    | +10,72%                       |

### Inmigración
En el censo de 2010, el 23% de la población total de Isla de Francia nació fuera de la Francia metropolitana, subiendo desde el 19,7 % en el censo de 1999.